# Go Seigen

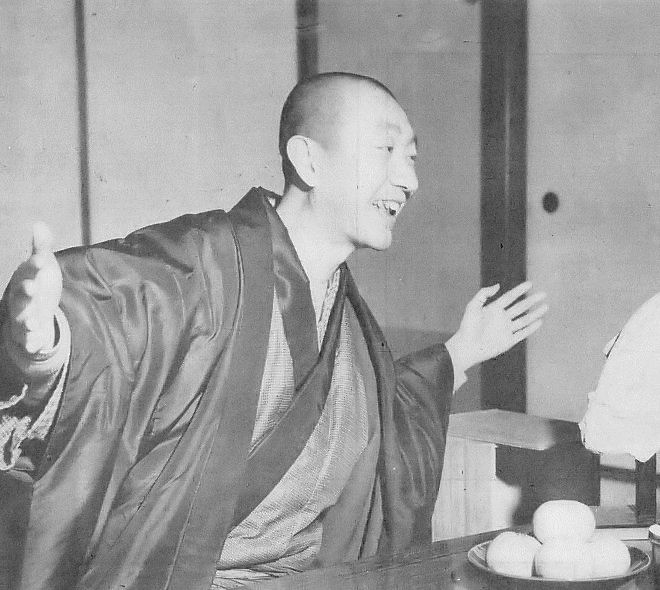
Go Seigen – 呉清源, 1952

Go Seigen (jap. 呉清源 Go Seigen; * 12. Juni 1914 als chinesisch 吳清源 / 吴清源, Pinyin Wú Qīngyuán, Pe̍h-ōe-jī Ngôo Tshing-guân; in Minhou, Provinz Fujian, Republik China; † 30. November 2014 in Odawara, Japan) war ein japanischer Go-Profi chinesischer Herkunft und gilt als einer der besten Go-Spieler aller Zeiten. In China ist Go Seigen unter der chinesischen Aussprache seines Namens als Wu Qingyuan bekannt.
Gos außergewöhnliches Talent wurde 1926 von Iwamoto Kaoru entdeckt, einem Go-Lehrer aus Japan. 1928 ging er als Kind nach Japan, um dort bei Segoe Kensaku Unterricht zu nehmen. 1929 erhielt er vom Nihon Ki-in bereits den 3. Dan, 1950 wurde er schließlich 9. Dan. In seiner Laufbahn gewann er zahlreiche Meisterschaften, unter anderem sechsmal den Ōteai-Titel. 1983 beendete er offiziell seine professionelle Laufbahn. Go gilt als Erfinder der Eröffnungstaktik Shinfuseki. Sein Leben wurde in dem Film von Jishun Duan und Junya Sato 1982 unter dem Titel An Unfinished Chess Game (The Go Masters) und 2006 vom chinesischen Regisseur Tian Zhuangzhuang (2006) unter dem Titel The Go Master verfilmt. 1986 erhielt er die Ehrendoktorwürde in Literatur von der Chinesischen Universität Hongkong. Er lebte in Tokio.

## Leben
Go Seigen wurde 1914 in der Provinz Fujian im Südosten Chinas geboren und erlernte das Go-Spiel erst mit neun Jahren, für einen späteren professionellen Go-Spieler vergleichsweise spät. Sein Vater, der während seines Aufenthalts in Japan bei Honinbo Shuho im Go unterrichtet wurde, führte ihn in das Spiel ein. Schon bald zeigte sich sein Talent und bereits mit 12 Jahren erreichte er eine professionelle Stärke. So spielte er auf einer Stufe mit dem japanischen Profi Iwamoto Kaoru (6p), der 1926 China besuchte.
Bereits in den folgenden Jahren konnte er mehrere japanische Profis besiegen, so etwa Inoue Kohei oder Hashimoto Utaro, was dazu führte, dass sich sein Ruf auch in Japan schnell verbreitete. So gelangte er 1928 mit japanischer Unterstützung durch Baron Ōkura Kishichirō und Inukai Tsuyoshi in das Land, um eine Karriere als Go-Spieler anzustreben. Sein Meister wurde Segoe Kensaku.
So stieg er zügig in die höchsten Kreise des Spiels auf und wurde damit bereits im Alter von 18 Jahren Teil einer sehr kleinen japanischen Elite. 1933 popularisierte er durch seine Spiele eine neue Art der Spieleröffnung, das Shinfuseki, das von der damaligen Tradition abwich und Go Seigen wurde damit neben Kitani Minoru zu einem der Begründer des modernen Go-Spiels.

## Karriereende und Tod
1961 wurde Go Seigen in einen schweren Motorradunfall verwickelt und verbrachte daraufhin mehrere Monate im Krankenhaus. Durch die Verletzungen wurde er dauerhaft geschädigt und seine Konzentration und Spielstärke ließen merklich nach. Auch litt er während längerer Spiele des Öfteren unter Übelkeit oder Schwindelattacken. Er reduzierte daraufhin seine Spieltätigkeit und beendete seine Karriere faktisch 1964 (offiziell 1983).
Nach seinem Rückzug widmete sich Go Seigen weiterhin dem Go-Spiel, etwa durch Unterricht, dem Verfassen von Büchern oder auf Promotionstouren, die das Spiel auch im Ausland weiter popularisieren sollten. 1987 wurde ihm der Orden der Aufgehenden Sonne verliehen. Am 30. November 2014 starb Go Seigen im Alter von 100 Jahren an Altersschwäche in Odawara.

## Wirken
Go Seigen zählt zu den besten Go-Spielern aller Zeiten und wird oftmals als der beste Spieler des 20. Jahrhunderts angesehen. Er dominierte die Go-Szene für mehr als ein Vierteljahrhundert und siegte in Jūbangos (einer Turnierform, bei der insgesamt zehn Partien zwischen zwei Spielern ausgetragen werden) gegen andere Spieler von Weltrang, etwa Kitani Minoru, Karigane Junichi, Hashimoto Utaro, Iwamoto Kaoru, Fujisawa Hosai, Sakata Eio und Takagawa Kaku. Bemerkt werden muss, dass alle diese Spiele zur damaligen Zeit ohne Komi gespielt wurden, Weiß also für den Nachteil des zweiten Zuges keinen Punkteausgleich erhielt. Go Seigen konnte das Oteai-Turnier sechs Mal gewinnen, ebenso wie ein besonderes Nihon Ki-in-Meisterschaftsturnier im Jahre 1933.

## Filme
- 1982: An Unfinished Chess Game (The Go Masters alias Mikan no taikyoku)[Anm. 1] von Jishun Duan und Junya Sato.[2][4][5][6][7]
- 2006: The Go Master (Go Seigen: Kiwami no Kifu)[Anm. 2] von Tian Zhuangzhuang[8][9][10]